# Popol Vuh
Popol Vuh („Buch des Rates“/   "Volksbuch"), in moderner Quiché-Schreibweise Poopol Wuuj, ist das heilige Buch der Quiché-Maya in Guatemala. Es behandelt gleichermaßen mythologische und historische Aspekte dieses Volkes.

## Geschichte
Das Popol Vuh hat seinen Ursprung wahrscheinlich in uralten Überlieferungen, die im gesamten Maya-Kulturraum verbreitet waren und in Maya-Schrift aufgeschrieben wurden. Die Spanier verboten die Verwendung der Maya-Schrift und vernichteten die Handschriften als „Teufelszeug“. Einigen Maya-Priestern gelang es jedoch, Abschriften alter Maya-Bücher anzufertigen, wobei sie auch schon lateinische Schrift verwendeten. Eine dieser Abschriften – möglicherweise angereichert mit christlichen Elementen wie Jungfrauengeburt, Auferstehung etc. – fiel um das Jahr 1702 dem spanischen Dominikaner-Priester Francisco Ximénez in der guatemaltekischen Stadt Chichicastenango in die Hände. Anstatt sie vorschriftsmäßig zu vernichten, fertigte er eine weitere Abschrift sowie eine Übersetzung ins Spanische an. 
Dieser Text verblieb nach Ximénez’ Tod im Besitz der Dominikaner, bis diese 1829/30 von General Francisco Morazán aus Guatemala vertrieben wurden, und gelangte dann in die Bibliothek der Universidad de San Carlos in Guatemala-Stadt, wo er 1854 von Abbé Brasseur de Bourbourg und Carl Scherzer gefunden wurde. Diese veröffentlichten wenige Jahre später eine französische und eine spanische Übersetzung, denen Übersetzungen in weiteren Sprachen folgten.
Das Manuskript von Ximénez enthält einige sprachliche Fehler, die nach Meinung einiger Experten auf die genaue Transliteration eines vorherigen Textes in Maya-Schrift zurückzuführen sind, was wiederum als Beweis gelten könnte, dass der Originaltext bereits wesentlich älter (vorkolonial) war. Einige Teile des Textes wurden aber auf jeden Fall in der spanischen Kolonialzeit hinzugefügt, so z. B. die Namen der spanischen Gouverneure von Guatemala als Nachfolger der früheren Quiché-Herrscher.
Das erhaltene Original-Manuskript von Ximénez befindet sich in der Newberry Library in Chicago.

## Inhalt
Das Buch beginnt mit dem Schöpfungsmythos der Maya, an den sich die Geschichten der Zwillingshelden Hunahpú und Ixbalanqué anschließen, die verbreitete mythische Figuren der Maya sind. Es schließt sich eine detaillierte Beschreibung der Gründung und weiteren Geschichte des Quiché-Reiches an, dessen Königsfamilie auf göttlichen Ursprung zurückgeführt wird.

### Übersicht
- Teil 1
  - Die Götter erschaffen die Welt.
  - Die Götter erschaffen die ersten, unvollkommenen, gefühllosen Menschen.
  - Die Götter schicken den ersten Menschen eine Harz-Flut und verwandeln sie in Affen.
  - Die Zwillinge Hunahpú und Ixbalanqué vernichten den hochmütigen Vucub-Caquix sowie Zipacná und Cabracán.

- Teil 2
  - Die Wahrsager Ixpiyacoc und Ixmucané zeugen Brüder.
  - HunHunahpú und Xbaquiyaló verwandeln ihre eifersüchtigen Brüder HunBatz und HunChouen in Affen.
  - Die bösen Herren der Unterwelt (Xibalbá) töten die Brüder HunHunahpú und VucubHunahpú.
  - HunHunahpu und Xquic zeugen die Heldenbrüder Hunahpú und Ixbalanqué.
  - Die Heldenbrüder besiegen die Xibalba-Häuser der Düsterkeit, der Messer, der Kälte, des Jaguars, der Feuer und der Fledermäuse.

- Teil 3
  - Die ersten vier echten Menschen werden erschaffen: Jaguar Quiché, Jaguar Nacht, Jaguar Nichts und Jaguar Wind.
  - Es erwachsen Stämme, die dieselbe Sprache sprechen und nach TulanZuiva ziehen.
  - Die Sprachverwirrung der Stämme führt zu deren Zerstreuung.
  - Tohil wird als Gott anerkannt und verlangt Menschenopfer. Später muss er versteckt werden.

- Teil 4
  - Tohil wirkt durch Priester auf die Erdherren. Seine Herrschaft zerstört die Quiché.
  - Priester versuchen die Stämme für Opferungen zu entführen, wogegen diese sich wehren.
  - Die Quiché gründen Q'umarkaj, wo Gucumatz (der Herr Gefiederte Schlange, vgl. auch Quetzalcoatl) sie an die Macht bringt.
  - Gucumatz führt umfangreiche Rituale ein.
  - Genealogien der Stämme.

### Textauszüge
Die ersten Zeilen lauten folgendermaßen (nach der Ausgabe von Sam Colop):
Are uxe‘ ojer tzij
  waral K‘iche‘ ub‘i‘.
Waral
  xchiqatz‘ib‘aj wi
  xchiqatikib‘a‘ wi ojer tzij,
utikarib‘al
uxe‘nab‘al puch rnojel xb‘an pa
  tinamit K‘iche‘
  ramaq‘ K‘iche‘ winaq.
„Dies ist der Beginn [(Wurzel)] der alten Erzählung [(Wort)]
  hier an dem Ort, der Quiché genannt wird.
Hier
  werden wir schreiben,
  werden wir das alte Wort festmachen,
den Ursprung
den Beginn von allem, was getan worden ist in der
  Quiché-Nation
  im Land des Quiché-Volkes.“
Der Beginn des Schöpfungsmythos lautet folgendermaßen:
Are utzijoxik wa‘e
k‘a katz‘ininoq,
k‘a kachamamoq,
  katz‘inonik,
k‘a kasilanik,
k‘a kalolinik,
  katolona puch upa kaj.
„Dies ist der Bericht, wie
alles in Spannung war,
alles still,
  in Stille;
alles bewegungslos,
alles bebend,
  und leer war die Weite des Himmels.“

## Musik
- Popol Vuh war eine deutsche Krautrock-Formation, die von 1970 bis 2001 bestand.
- Edgar Varèse: Ecuatorial, für großes Orchester und Bass, Vertonung eines Gebets aus dem Popol Vuh

## Sonstiges
- Das Popol Vuh spielt in der Serie Die drei ??? im Band Botschaft von Geisterhand von André Marx eine zentrale Rolle. Es werden aber manche Fakten vertauscht, z. B. heißt der spanische Priester Bernardino de Valencia.
- Popol Vuh – Das Buch vom Ursprung der Maya ist eine Klangkomposition von Götz Naleppa. In ihr sind der Originaltext des Schöpfungsmythos (deutsch- und mayasprachig) mit Urwaldklängen und traditionellen Instrumenten gemischt. Es existieren drei Fassungen: Maya-Deutsch, Maya-Spanisch und Maya-Englisch.